# Microlicia rotundifolia
Microlicia rotundifolia är en tvåhjärtbladig växtart som beskrevs av Ernst Heinrich Georg Ule. Microlicia rotundifolia ingår i släktet Microlicia och familjen Melastomataceae. Inga underarter finns listade i Catalogue of Life.